# Tommy Gullberg
Tommy Gullberg (ur.  1944) – szwedzki brydżysta, World Life Master (WBF), European Grand Master oraz European Champion w kategorii Open (EBL).
Tommy Gullberg od roku 1988 jest niegrającym kapitanem drużyn (Juniorów, Open, Kobiet lub Seniorów) Szwecji.
W roku 2004, w czasie 47. Mistrzostw Europy był członkiem Komisji Odwoławczej.
Żona Tommy Gullberga, Madeleine Swanström, jest również brydżystką.

## Wyniki brydżowe

### Olimpiady
Na olimpiadach uzyskał następujące rezultaty:
| Olimpiady brydżowe. Zawody teamów | Olimpiady brydżowe. Zawody teamów | Olimpiady brydżowe. Zawody teamów | Olimpiady brydżowe. Zawody teamów | Olimpiady brydżowe. Zawody teamów | Olimpiady brydżowe. Zawody teamów |
| Rok                               | Miejsce                           | Zawody                            | Kategoria                         | Drużyna                           | Pozycja                           |
| --------------------------------- | --------------------------------- | --------------------------------- | --------------------------------- | --------------------------------- | --------------------------------- |
| 1988                              | Wenecja                           | 8. Olimpiada Teamów               | Open                              | Sweden                            | 3                                 |
| 1984                              | Seattle                           | 7. Olimpiada Teamów               | Open                              | Sweden                            | 9                                 |
| 1980                              | Valkenburg                        | 6. Olimpiada Teamów               | Open                              | Sweden                            | 15                                |
| 1976                              | Monte Carlo                       | 5. Olimpiada Teamów               | Open                              | Sweden                            | 5                                 |
| 1972                              | Miami Beach                       | 4. Olimpiada Brydżowa             | Open                              | Sweden                            | 14                                |

### Zawody światowe
W światowych zawodach zdobył następujące lokaty:
| Mistrzostwa Świata. Konkurencja teamów | Mistrzostwa Świata. Konkurencja teamów | Mistrzostwa Świata. Konkurencja teamów | Mistrzostwa Świata. Konkurencja teamów | Mistrzostwa Świata. Konkurencja teamów | Mistrzostwa Świata. Konkurencja teamów |
| Rok                                    | Miejsce                                | Zawody                                 | Kategoria                              | Drużyna                                | Pozycja                                |
| -------------------------------------- | -------------------------------------- | -------------------------------------- | -------------------------------------- | -------------------------------------- | -------------------------------------- |
| 2006                                   | Werona                                 | 12. Mistrzostwa Świata                 | Open                                   | Sundelin                               | 113                                    |
| 2000                                   | Maastricht                             | 11. Olimpiada Brydżowa                 | Miksty                                 | Gunnell                                | 44                                     |
| 2000                                   | Southampton                            | 34. Mistrzostwa Świata Teamów          | Trans                                  | Gullberg                               | 57                                     |
| 2000                                   | Southampton                            | 34. Mistrzostwa Świata Teamów          | Open                                   | Sweden                                 | 5                                      |
| 1998                                   | Lille                                  | 10. Mistrzostwa Świata                 | Open                                   | Magic                                  | 9                                      |
| 1994                                   | Albuquerque                            | 9. Mistrzostwa Świata                  | Open                                   | Auby                                   | 3                                      |
| 1991                                   | Jokohama                               | 30. Mistrzostwa Świata Teamów          | Open                                   | Sweden                                 | 3                                      |
| 1990                                   | Genewa                                 | 8. Mistrzostwa Świata                  | Open                                   | Gullberg                               | 17                                     |
| 1987                                   | Ocho Rios                              | 28. Mistrzostwa Świata Teamów          | Open                                   | Sweden                                 | 3                                      |
| 1986                                   | Miami Beach                            | 7. Mistrzostwa Świata                  | Open                                   | Sundelin                               | 24                                     |
| 1983                                   | Sztokholm                              | 26. Mistrzostwa Świata Teamów          | Open                                   | Sweden                                 | 6                                      |

| Mistrzostwa Świata. Konkurencja par | Mistrzostwa Świata. Konkurencja par | Mistrzostwa Świata. Konkurencja par | Mistrzostwa Świata. Konkurencja par | Mistrzostwa Świata. Konkurencja par | Mistrzostwa Świata. Konkurencja par |
| Rok                                 | Miejsce                             | Zawody                              | Kategoria                           | Partner                             | Pozycja                             |
| ----------------------------------- | ----------------------------------- | ----------------------------------- | ----------------------------------- | ----------------------------------- | ----------------------------------- |
| 2006                                | Werona                              | 12. Mistrzostwa Świata              | Miksty                              | Madeleine Swanström                 | 207                                 |
| 1998                                | Lille                               | 10. Mistrzostwa Świata              | Miksty                              | Madeleine Swanström                 | 13                                  |
| 1994                                | Albuquerque                         | 9. Mistrzostwa Świata               | Open                                | Mårten Gustawsson                   | 45                                  |
| 1986                                | Miami Beach                         | 7. Mistrzostwa Świata               | Open                                | Hans Göthe                          | 10                                  |

### Zawody europejskie
W europejskich zawodach zdobył następujące lokaty:
| Zawody europejskie. Konkurencja teamów | Zawody europejskie. Konkurencja teamów | Zawody europejskie. Konkurencja teamów   | Zawody europejskie. Konkurencja teamów | Zawody europejskie. Konkurencja teamów | Zawody europejskie. Konkurencja teamów |
| Rok                                    | Miejsce                                | Zawody                                   | Kategoria                              | Drużyna                                | Pozycja                                |
| -------------------------------------- | -------------------------------------- | ---------------------------------------- | -------------------------------------- | -------------------------------------- | -------------------------------------- |
| 2010                                   | Ostenda                                | 50. Mistrzostwa Europy Teamów            | Seniorzy                               | Sweden                                 | 13                                     |
| 2003                                   | Mentona                                | 1. Otwarte Mistrzostwa Europy            | Open                                   | Gullberg                               | 61                                     |
| 2003                                   | Mentona                                | 1. Otwarte Mistrzostwa Europy            | Miksty                                 | Uisk                                   | 27                                     |
| 2001                                   | Teneryfa                               | 45. Mistrzostwa Europy Teamów            | Open                                   | Sweden                                 | 21                                     |
| 1999                                   | Malta                                  | 44. Mistrzostwa Europy Teamów            | Open                                   | Sweden                                 | 2                                      |
| 1991                                   | Killarney                              | 40. Mistrzostwa Europy Teamów            | Open                                   | Sweden                                 | 2                                      |
| 1989                                   | Turku                                  | 39. Mistrzostwa Europy Teamów            | Open                                   | Sweden                                 | 3                                      |
| 1988                                   | Kopenhaga                              | 5. Puchar Europy Philip Morris           | Open                                   | Sweden                                 | 2                                      |
| 1987                                   | Brighton                               | 38. Mistrzostwa Europy Teamów            | Open                                   | Sweden                                 | 1                                      |
| 1983                                   | Wiesbaden                              | 36. Mistrzostwa Europy Teamów            | Open                                   | Sweden                                 | 7                                      |
| 1981                                   | Birmingham                             | 35. Mistrzostwa Europy Teamów            | Open                                   | Sweden                                 | 7                                      |
| 1968                                   | Praga                                  | 1. Młodzieżowe Mistrzostwa Europy Teamów | Juniorzy                               | Sweden                                 | 1                                      |

| Zawody europejskie. Konkurencja par | Zawody europejskie. Konkurencja par | Zawody europejskie. Konkurencja par | Zawody europejskie. Konkurencja par | Zawody europejskie. Konkurencja par | Zawody europejskie. Konkurencja par |
| Rok                                 | Miejsce                             | Zawody                              | Kategoria                           | Partner                             | Pozycja                             |
| ----------------------------------- | ----------------------------------- | ----------------------------------- | ----------------------------------- | ----------------------------------- | ----------------------------------- |
| 2003                                | Mentona                             | 1. Otwarte Mistrzostwa Europy       | Mikst                               | Madeleine Swanström                 | 49                                  |
| 2000                                | Bellaria                            | 6. Mistrzostwa Europy Mikstów       | Mikst                               | Madeleine Swanström                 | 258                                 |

## Klasyfikacja
- Tommy Gullberg – klasyfikacja WBF (ang.)
- Tommy Gullberg – klasyfikacja EBL (ang.)